# Mehmet Fıstık
Mehmet Fıstık (* 13. Juli 1944 in Muğla, Türkei; † 18. August 2009 in Trier) war ein türkisch-deutscher Pantomime, Regisseur und Theaterpädagoge.
Fıstık lebte seit 1970 in Deutschland und gehörte zunächst zum Kölner Experimentier Theater von Signe Piehler. 1976 gründete er sein bekanntes Theater das bewegt, dem heute unter anderem eine Pantomimenschule angegliedert ist. Fıstık war auch Gründer des Kölner atelier - Theater (1981), das er bis 1997 leitete. Zu dieser Zeit traten auch Künstler wie Harald Schmidt, Dirk Bach, Tom Gerhardt und Helge Schneider bei Fıstık auf.
Besonders in den 1980er Jahren hatte Fıstık auch Auftritte im Fernsehen, regelmäßig in der WDR-Sendung WWF-Club, die unter anderem von Jürgen von der Lippe moderiert wurde. Bei diesem hatte Fıstık in der Sendung Extreme Activity (ab 2006) auch einen seiner letzten TV-Auftritte.
Der Theaterleiter war Verfasser zahlreicher pantomimischer Theaterstücke und -programme und einer Materialien-Mappe zum Projekt „Pantomime als Kindertheater an Schulen“ (1987). Eine Autobiografie des Pantomimen erschien unter dem Titel Gesammeltes Schweigen.

## Zitate
- Ich kann mir nicht erlauben, nur die Dinge zu machen, an denen ich Spaß habe. Deshalb habe ich Spaß an allen Dingen, die ich mache.[1]
- Ich habe schon viele Deutsche integriert.[2]

## Einzelbelege
1. ↑  Todesanzeige im Kölner Stadtanzeiger Nr. 192 Donnerstag, 20. August 2009, Seite 26
2. ↑  Nachrufartikel (Trierischer Volksfreund, online-Ausgabe, 18. August 2009)

| Personendaten    | Personendaten                                               |
| ---------------- | ----------------------------------------------------------- |
| NAME             | Fıstık, Mehmet                                              |
| KURZBESCHREIBUNG | türkisch-deutscher Pantomime, Regisseur und Theaterpädagoge |
| GEBURTSDATUM     | 13. Juli 1944                                               |
| GEBURTSORT       | Muğla, Türkei                                               |
| STERBEDATUM      | 18. August 2009                                             |
| STERBEORT        | Trier                                                       |